# Артур Родзінський
Артур Родзінський (1 січня 1892 або 2 січня 1892 , Спліт  — 27 листопада 1958 , Бостон ) — польський та американський диригент. Почав музичне навчання у Львові.

## Біографія
Народився у сім'ї генерала армії Габсбургів. Незабаром після його народження сім'я повернулася до Львова, де Артур почав навчатися музиці. Згодом вивчав юриспруденцію у Відні, одночасно вступив до Академії музики; серед його вчителів — Йозеф Маркс та Франц Шрекер (композиція), Франц Шальк (диригування), Еміль фон Зауер та Єжи Лялевич (фортеп'яно). Після повернення до Львова працював хормейстером в оперному театрі, як диригент дебютував у 1920 році оперою «Ернані». Наступного року диригував Варшавським філармонічним оркестром та у Варшавській опері. На спектаклі «Нюрнберзькі мейстерзингери» під його керівництвом побував Леопольд Стоковський, який приїхав до Польщі, який побачив у Родзінському природженого диригента і запросив його до Філадельфійського оркестру.
У 1925—1929 працював асистентом Стоковського, диригував у Філадельфійській опері, завідував оперним та оркестровим відділеннями в Кертісовому інституті музики. Диригентська кар'єра в Америці почалася 30 листопада 1926 першим виконанням Шостої симфонії М. Мясковського в Нью-Йорку, коли Родзінський замінив хворого Стоковського. У 1929—1933 головний диригент Лос-Анджелеського філармонічного оркестру, у 1933—1943 — Клівлендського оркестру, зробивши його одним із провідних у США. У 1936—1937 диригував Віденським філармонічним оркестром на Зальцбурзькому фестивалі, ставши першим натуралізованим громадянином США, який удостоївся цієї честі. За рекомендацією Артуро Тосканіні був найнятий NBC для набору музикантів у симфонічний оркестр, першими концертами якого диригував 1937 року.
1943 року призначений головним диригентом Нью-Йоркського філармонічного оркестру. Хоча ці чотири роки відзначено постійною боротьбою з Артуром Джадсоном, могутнім менеджером оркестру, Родзінському вдалося досягти високих виконавських стандартів. Проте такі прерогативи головного диригента, як звільнення музикантів, вибір солістів та репертуару, постійно призводили до конфліктів, і в 1947, не бажаючи йти на компроміс, Родзінський пішов із оркестру.
У сезон 1947—1948 прийняв давню пропозицію очолити Чиказький симфонічний оркестр. І знову невміння працювати з опікунською радою стало причиною його відходу після одного сезону. Тим не менш, він встиг вплинути на оркестр і справити враження на місцеву публіку, наприклад, легендарною постановкою «Трістана та Ізольди» з Кірстен Флаґстад.
Після відходу з Чиказького оркестру у Родзінського почалися проблеми зі здоров'ям. Він вирішив повернутись до Європи. Його запрошували диригувати великими постановками, наприклад прем'єрою «Війни та миру» Прокоф'єва (1953) на «Флорентійському музичному травні». Також диригував у Ла Скала, багато працював на італійському радіо. З 1955 багато записувався з Королівським філармонічним оркестром.
До 1958 року здоров'я Родзинського сильно похитнулося. Його італійський лікар попередив, що, продовжуючи диригувати, він піддасть своє життя ризику. Проте Родзінський повернувся до Чикаго, щоб знову продиригувати «Трістаном», цього разу з Бірґіт Нільссон у Чиказькій ліричній опері. Його повернення було тріумфальним, але після кількох вистав його не стало.